# Чемпионат мира по спортивной акробатике 1984
6-й чемпионат мира по спортивной акробатике прошёл в Софии (Болгария) в 1984 году.

## Мужские акробатические прыжки

### Многоборье
| Ранг | Гимнаст           | Страна | Очки  |
| ---- | ----------------- | ------ | ----- |
| 1    | Александр Марейдо | СССР   | 29,53 |
| 2    | Игорь Брикман     | СССР   | 29,06 |
| 3    | Фун Тао           | Китай  | 29,22 |

### Первое упражнение
| Ранг | Гимнаст            | Страна | Очки  |
| ---- | ------------------ | ------ | ----- |
| 1    | Игорь Брикман      | СССР   | 19,63 |
| 2    | Фун Тао            | Китай  | 19,56 |
| 3    | Войцех Забешовский | Польша | 19,16 |

### Второе упражнение
| Ранг | Гимнаст            | Страна   | Очки  |
| ---- | ------------------ | -------- | ----- |
| 1    | Александр Марейдо  | СССР     | 19,80 |
| 2    | Неделчо Неделков   | Болгария | 19,50 |
| 3    | Войцех Забешовский | Польша   | 19,09 |

## Мужские группы

### Многоборье
| Ранг | Команда                                                            | Страна   | Очки  |
| ---- | ------------------------------------------------------------------ | -------- | ----- |
| 1    | Виктор Куралесов, Владимир Симонов, Виктор Быстров, Капиз Измайлов | СССР     | 39,46 |
| 2    | Венцеслав Генов, Борислав Христов, Эмил Ангелов, Ивлин Илиев       | Болгария | 38,06 |
| 3    | Сон Днион, Ло Джихуй, Кай Суанлянь, Чу Мин                         | Китай    | 38,05 |

### Первое упражнение
| Ранг | Команда                                                              | Страна   | Очки  |
| ---- | -------------------------------------------------------------------- | -------- | ----- |
| 1    | Виктор Куралесов, Владимир Симонов, Виктор Быстров, Капиз Измайлов   | СССР     | 19,76 |
| 2    | Венцеслав Генов, Борислав Христов, Эмил Ангелов, Ивлин Илиев         | Болгария | 19,60 |
| 3    | Сон Днион, Ло Джихуй, Кай Суанлянь, Чу Мин                           | Китай    | 18,63 |
| 3    | Тадеуш Войковяк, Жержи Собковяк, Антон Серединский, Бронислав Дзюрла | Польша   | 18,63 |

### Второе упражнение
| Ранг | Команда                                                            | Страна   | Очки  |
| ---- | ------------------------------------------------------------------ | -------- | ----- |
| 1    | Виктор Куралесов, Владимир Симонов, Виктор Быстров, Капиз Измайлов | СССР     | 19,8  |
| 2    | Сон Днион, Ло Джихуй, Кай Суанлянь, Чу Мин                         | Китай    | 19,56 |
| 3    | Венцеслав Генов, Борислав Христов, Эмил Ангелов, Ивлин Илиев       | Болгария | 19,36 |

## Мужские пары

### Многоборье
| Ранг | Команда                           | Страна   | Очки  |
| ---- | --------------------------------- | -------- | ----- |
| 1    | Сергей Чижевский, Валерий Ляпунов | СССР     | 29,63 |
| 2    | Иордан Аначков, Цветан Бояджиев   | Болгария | 29,53 |
| 3    | Ху Фуфен, Ли Шаовань              | Китай    | 29,12 |

### Первое упражнение
| Ранг | Команда                           | Страна | Очки  |
| ---- | --------------------------------- | ------ | ----- |
| 1    | Сергей Чижевский, Валерий Ляпунов | СССР   | 19,8  |
| 2    | Ху Фуфен, Ли Шаовань              | Китай  | 19,59 |
| 3    | К. Оленьджизский, А. Клись        | Польша | 19,49 |

### Второе упражнение
| Ранг | Команда                           | Страна   | Очки  |
| ---- | --------------------------------- | -------- | ----- |
| 1    | Сергей Чижевский, Валерий Ляпунов | СССР     | 19,8  |
| 2    | И. Аначков, Ц. Бояджиев           | Болгария | 19,63 |
| 3    | К. Оленьджизский, А. Клись        | Польша   | 19,42 |

## Смешанные пары

### Многоборье
| Ранг | Команда                              | Страна   | Очки  |
| ---- | ------------------------------------ | -------- | ----- |
| 1    | Светлана Гроздова, Евгений Махаличев | СССР     | 29,69 |
| 2    | Эвредика Любчева, Димитр Минчев      | Болгария | 29,45 |
| 3    | Малгожата Вилк, Ян Вечек             | Польша   | 29,09 |

### Первое упражнение
| Ранг | Команда                              | Страна   | Очки  |
| ---- | ------------------------------------ | -------- | ----- |
| 1    | Светлана Гроздова, Евгений Махаличев | СССР     | 19,86 |
| 1    | Эвредика Любчева, Димитр Минчев      | Болгария | 19,86 |
| 2    | Малгожата Вилк, Ян Вечек             | Польша   | 19,46 |
| 2    | Си Личан, Мяо Хехуа                  | Китай    | 19,46 |
| 3    | Кристина Ванло, Альберт. Браун       | США      | 19,33 |

### Второе упражнение
| Ранг | Команда                              | Страна   | Очки  |
| ---- | ------------------------------------ | -------- | ----- |
| 1    | Светлана Гроздова, Евгений Махаличев | СССР     | 19,72 |
| 2    | Си Личан, Мяо Хехуа                  | Китай    | 19,50 |
| 3    | Эвредика Любчева, Димитр Минчев      | Болгария | 19,49 |

## Женские группы

### Многоборье
| Ранг | Команда                                               | Страна         | Очки  |
| ---- | ----------------------------------------------------- | -------------- | ----- |
| 1    | Инесса Спрогис, Наталья Рыжевская, Светлана Кузнецова | СССР           | 29,43 |
| 1    | Сильва Георгиева, Ангелина Мадьярова. Соня Михайлова  | Болгария       | 29,43 |
| 2    | Лю Хайань, Лю Джун, Янь Пинь                          | Китай          | 28,56 |
| 3    | Габи Хукинг, Тереза Эндрюс, Тереза Мейл               | Великобритания | 28,39 |

### Первое упражнение
| Ранг | Команда                                               | Страна   | Очки  |
| ---- | ----------------------------------------------------- | -------- | ----- |
| 1    | Инесса Спрогис, Наталья Рыжевская, Светлана Кузнецова | СССР     | 19,7  |
| 1    | Сильва Георгиева, Ангелина Мадьярова. Соня Михайлова  | Болгария | 19,7  |
| 2    | Лю Хайань, Лю Джун, Янь Пинь                          | Китай    | 19,13 |
| 3    | Янди Бодо, Каталин Дик, Ева Стофан                    | Венгрия  | 19,06 |

### Второе упражнение
| Ранг | Команда                                                    | Страна   | Очки  |
| ---- | ---------------------------------------------------------- | -------- | ----- |
| 1    | Инеса Спрогис, Наталья Рыжевская, Светлана Кузнецова       | СССР     | 19,56 |
| 1    | Сильва Георгиева, Ангелина Мадьярова. Соня Михайлова       | Болгария | 19,56 |
| 2    | Лю Хайань, Лю Джун, Янь Пинь                               | Китай    | 19,36 |
| 3    | Гражина Мариевич, Малгожата Слюсарска, Камилла Запытовская | Польша   | 19,23 |

## Женские пары

### Многоборье
| Ранг | Команда                                    | Страна   | Очки  |
| ---- | ------------------------------------------ | -------- | ----- |
| 1    | Сильвия Костова, Ирена Бакалова            | Болгария | 29,72 |
| 2    | Данюта Хвалбоговска, Богуслава Выжыковская | Польша   | 29,10 |
| 3    | Елена Богданова, Изабелла Суздалева        | СССР     | 28,99 |

### Первое упражнение
| Ранг | Команда                                    | Страна   | Очки  |
| ---- | ------------------------------------------ | -------- | ----- |
| 1    | Сильвия Костова, Ирена Бакалова            | Болгария | 19,76 |
| 2    | Елена Богданова, Изабелла Суздалева        | СССР     | 19,63 |
| 3    | Данюта Хвалбоговска, Богуслава Выжыковская | Польша   | 19,33 |
| 3    | Мария Катона, Эстер Фёльди                 | Венгрия  | 19,33 |

### Второе упражнение
| Ранг | Команда                                    | Страна   | Очки  |
| ---- | ------------------------------------------ | -------- | ----- |
| 1    | Сильвия Костова, Ирена Бакалова            | Болгария | 19,72 |
| 2    | Ли Сяоань, Лян Мейфан                      | Китай    | 19,46 |
| 3    | Данюта Хвалбоговска, Богуслава Выжыковская | Польша   | 19,36 |

## Женские акробатические прыжки

### Многоборье
| Ранг | Гимнаст         | Страна   | Очки  |
| ---- | --------------- | -------- | ----- |
| 1    | Людмила Громова | СССР     | 29,42 |
| 2    | Елена Бугаева   | СССР     | 29,23 |
| 3    | Пенка Ненова    | Болгария | 29,15 |

### Первое упражнение
| Ранг | Гимнаст         | Страна | Очки  |
| ---- | --------------- | ------ | ----- |
| 1    | Елена Бугаева   | СССР   | 19,63 |
| 2    | Людмила Громова | СССР   | 19,59 |
| 3    | Хуан Жуйфен     | Китай  | 19,43 |
| 3    | Жао Ибо         | Китай  | 19,43 |

### Второе упражнение
| Ранг | Гимнаст         | Страна   | Очки  |
| ---- | --------------- | -------- | ----- |
| 1    | Пенка Ненова    | Болгария | 19,66 |
| 2    | Людмила Громова | СССР     | 19,62 |
| 3    | Жао Ибо         | Китай    | 19,40 |